# Mystic Pop-up Bar
Mystic Pop-up Bar (en hangul, 쌍갑포차; romanización revisada, Ssanggappocha) es una serie de televisión surcoreana emitida por JTBC desde el 20 de mayo hasta el 25 de junio de 2020. Fue protagonizada por Hwang Jung-eum, Yook Sung-jae y Choi Won-young. El guion de la serie se basó en un webtoon escrito por Bae Hae-soo, premiado en los 2017 Korean Comic Awards.

## Sinopsis
Cuenta la historia de un misterioso pojangmacha (establecimiento de bebidas al aire libre) dirigido por una mujer malhumorada llamada Wol-joo (Hwang Jung-eum), un empleado inocente a tiempo parcial llamado Han Kang-bae (Yook Sung-jae), y un ex detective de la otra vida conocido como Chief Gwi (Choi Won-young) que visita a los clientes en sus sueños para ayudar a resolver sus problemas.

## Reparto

### Personajes principales
- Hwang Jung-eum como Wol-joo.
  - Park Si-eun como Wol-joo (joven).
- Yook Sung-jae como Han Kang-bae.
- Choi Won-young como el jefe Gwi / príncipe heredero Yi-Hon.
  - Song Geon-hee como el príncipe heredero Yi-hon (joven).

### Personajes secundarios
- Yeom Hye-ran como la Diosa del inframundo, Yeomra-Daewang.
- Lee Jun-hyeok como el jefe de departamento Yeom / Lord Kim-jin.
- Na In-woo como Kim Won-young.
- Oh Young-sil como Samsin.
- Yoo Jae-myung como el Emperador de Jade (solo voz).
- Jung Da-eun como Kang Yeo-rin.[4][5]
- Ahn Tae-hwan como Choi Jin-dong.
- Park Ha-na como Song Mi-ran.
- Park Joo-hyung como el asistente del gerente Park.

### Otros personajes
- Yang Dae-hyuk como el hombre grosero que quiere comerse todas las muestras de cerdo en el supermercado (ep. 1).
- Baek Ji-won  como la señora Andong (ep. 2).
- Oh Ha-nee como Yu-mi (ep. 3).[6]
- Oh Kyung-joo como Park Byung-jae, el novio de Yu-mi. (ep. 3).
- Kang Hyung-suk como un conocido de Park Byung-jae. (ep. 3).
- Kim Mi-kyung como Lee Jum-rye, la abuela de Choi Jin-dong (ep. 4).
- Baek Soo-hee como Kim Da-bin.
- Kang You-seok como Jin-tae.

### Apariciones especiales
- Shin Hyun-soo como Kim Do-yeong (ep. 8).
- Han So-eun como Shin Bo-ra (ep. 8).[7]
- Tae In-ho como Kang In-ho (ep. 6).
- Ha Si-eun como la actriz del filme The Gout Lovers (ep. 6).
- Woo Hyun como Kim Du-young (ep. 4).
- Kwak Sun-young como Eun-soo / Sun-hwa, la verdadera madre de Eun-soo (ep. 2).

## Emisiones internacionales
- Estados Unidos y Latinoamérica: Netflix (2020).
- España: Netflix (2020).